# Beradz
Beradz – wieś w Polsce położona w województwie świętokrzyskim, w powiecie sandomierskim, w gminie Klimontów.
W latach 1975–1998 miejscowość administracyjnie należała do województwa tarnobrzeskiego.

## Części wsi
| SIMC    | Nazwa   | Rodzaj             |
| ------- | ------- | ------------------ |
| 0795755 | Kozinek | część miejscowości |

## Historia
Beradz – (u Długosza Byradz), wieś i folwark w powiecie sandomierskim, parafii Mydłów,
W połowie XV wieku dziedzicami byli dwaj Szreniawici: Jakób Nogajec i Jan Płaczkowski.
Jak opisuje Długosz łany kmiece i karczmy dają dziesięcinę (4 grzywny) biskupowi krakowskiemu.
Jeden folwark rycerski i łan kmiecy dają powinności plebanowi w Mydłowie (Długosz L.B. t.II, 339).
Za czasów I Rzeczypospolitej wieś województwa sandomierskiego, wchodziła w XVII wieku w skład kompleksu klimontowsko-Ossolińskiego dóbr Zbigniewa Ossolińskiego.
Według Słownika geograficznego Królestwa Polskiego z roku 1900 Beradz położony jest 26 wiorst od Sandomierza, według lustracji z roku 1872 posiadał 20 domów, 154 mieszkańców, 230 mórg ziemi dworskiej i 68 włościańskiej.